# Aristeis chloropa
Aristeis chloropa är en fjärilsart som beskrevs av Edward Meyrick 1914. Aristeis chloropa ingår i släktet Aristeis och familjen praktmalar, Oecophoridae. Inga underarter finns listade i Catalogue of Life.